# Şehzade Mehmed
Şehzade Mehmed (Costantinopoli, 1521 – Manisa, 7 novembre 1543) fu un principe ottomano, figlio primogenito del sultano Solimano il Magnifico e della sua consorte Hürrem Sultan. Fu erede presunto al trono paterno dal 1542 fino alla sua morte.

## Biografia
Şehzade Mehmed nacque nel 1521 nel Palazzo Vecchio di Costantinopoli, mentre il padre era impegnato nell'assedio di Rodi. Sua madre era Hürrem Sultan, la nuova favorita di suo padre, destinata a diventarne l'unico grande amore, Haseki Sultan e moglie legale. Era il primo figlio della coppia. La sua nascita fu un evento particolarmente gioioso: Mehmed, oltre a essere il primo figlio nato a Solimano dalla sua salita al trono, fu il primo principe a nascere nella capitale e da un sultano regnante dai tempi di Mehmed II. Inoltre, l'anno prima Solimano aveva perso due dei tre figli maschi nati durante il suo principato (più la sua unica figlia, Raziye Sultan), Şehzade Mahmud e Şehzade Murad, lasciando un solo erede possibile, Şehzade Mustafa, di sei anni. La nascita di Mehmed rafforzava quindi la continuità della dinastia ottomana. La nascita venne celebrata anche nell'accampamento ottomano oltre che nella capitale, con sacrifici e distribuzione di denaro.
Negli anni successivi, sua madre metterà al mondo una figlia, Mihrimah Sultan, e altri quattro maschi, rompendo la regola che prevedeva che una concubina smettesse di condividere il letto del sultano dopo la nascita di un maschio, e facendo di Mehmed il primo principe ad avere dei fratelli e una sorella minore dopo secoli. 
Mehmed fu circonciso insieme al suo fratellastro
Solimano favoriva i figli avuti da Hürrem rispetto a Mustafa, e nominò Mehmed, il suo secondo figlio molto amato, suo erede, diseredando di fatto il primogenito Mustafa. Poco dopo il loro ritorno da Corfù nell'ottobre del 1542, Solimano lo nominò governatore di Manisa, provincia tradizionalmente assegnata all'erede designato, al posto di quest'ultimo, mentre Selim venne nominato governatore del Karaman. Mustafa venne inviato ad Amasya, una provincia prestigiosa, ma remota, da dove gli darebbe stato difficile venire a conoscenza dell'eventuale morte del sultano in tempi utili per reclamare il trono, mentre Manisa si trovava a sole poche ore da Costantinopoli. Mehmed iniziò formalmente le sue funzioni di governatore subito dopo il suo arrivo a Manisa, avvenuto il 12 novembre 1542.
Evliya Çelebi descrive Mehmed come "un principe di qualità più squisite persino di Musafa. Aveva un intelletto penetrante e un giudizio sottile. Solimano aveva inteso che sarebbe stato il suo successore, ma l'uomo propone e Dio dispone".

### Morte

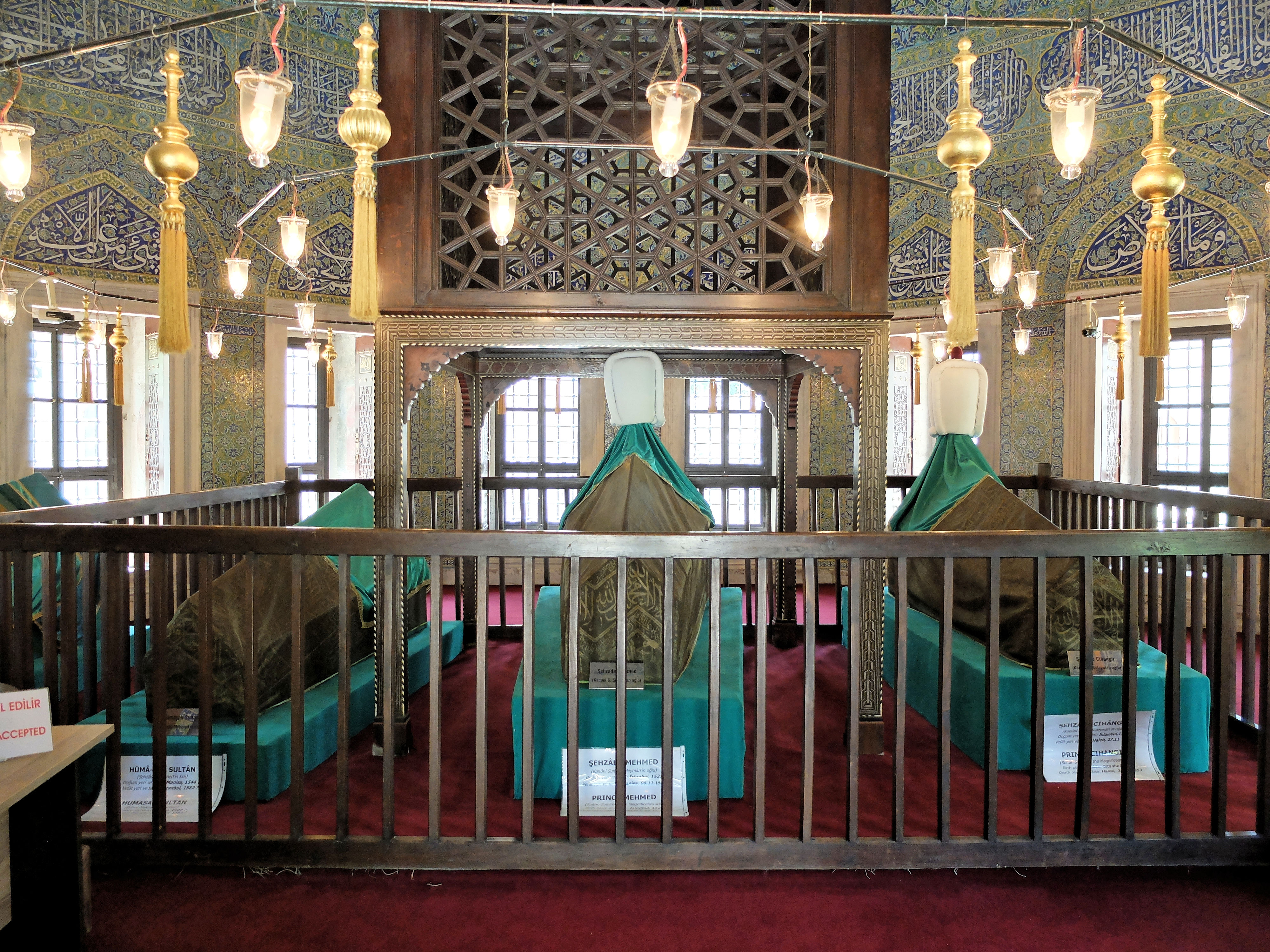
Sarcofago di Şehzade Mehmed, sua figlia Hümaşah (a sinistra) e suo fratello Cihangir (a destra)

Şehzade Mehmed si ammalò il 31 ottobre 1543, e morì dopo solo una settimana, il 7 novembre 1543, probabilmente a causa del vaiolo.
Il giorno seguente, Lala Kara Mustafa Pascià e Defterdar İbrahim Çelebi portarono il suo corpo ad Costantinopoli, dove suo padre lo seppellì in una moschea fatta costruire appositamente, la moschea Şehzade. Si trattava di una rottura della tradizione, che voleva che i principi morti venissero seppelliti in provincia. Dopo la sua morte, suo fratello minore Selim lo sostituì come governatore di Manisa..  
La repentinità della sua morte fece sì che circolassero voci secondo cui il suo fratellastro, Mustafa, che Mehmed aveva sostituito come erede apparente, o la di lui madre, Mahidevran, fossero in qualche modo coinvolti, ma tali sospetti mancano di qualsiasi prova. 
Hürrem e Solimano furono devastati dalla perdita del figlio primogenito.
Per ricordarlo, Solimano fece costruire dal famoso architetto imperiale Mimar Sinan la Moschea di Şehzade a Costantinopoli per commemorare Mehmed. All'interno, nel mausoleo del principe, si trova un piccolo trono con su incisa la frase "Mehmed Han, colui che doveva essere Sultano". Inoltre, Solimano compose un'elegia per figlio; la poesia si conclude con la frase "Il più illustre dei principi, il mio Sultan Mehmed".

## Discendenza
Mehmed aveva una sola figlia:
- Hümaşah Sultan (Manisa, 1543 - Costantinopoli, 1562). Nata poco prima o poco dopo la morte del padre, era figlia di una concubina a volte chiamata Aya Hatun[9]. Venne cresciuta a Costantinopoli dalla nonna Hurrem Sultan e divenne una principessa molto influente durante gli ultimi anni di regno di Solimano. Si sposò tre volte ed ebbe cinque figli e cinque figlie. Inoltre, fu colei che presentò a suo cugino Murad III la famosa Safiye Sultan, madre del sultano Mehmed III e regnante de facto dell'Impero come sua Valide Sultan.